# Shungo Sawada
Shungo Sawada (jap. 澤田 駿吾, Sawada Shungo; * 10. Februar 1930 in der Präfektur Ehime; † 28. August 2006 in der Präfektur Tokio) war ein japanischer Jazzmusiker (Gitarre).

## Leben und Wirken
Sawada begann mit zwölf Jahren Gitarre zu spielen und verbrachte viel Zeit damit, Musik im Radio zu hören. In seinen frühen Zwanzigern trat er in den Clubs der US-Militärbasen in Japan auf. 1954 gründete er seine eigene Gruppe Double Beats; 1957 erhielt er Unterricht durch ein ehemaliges Mitglied der Band von Chico Hamilton.
Mitte der 1960er Jahre leitete er ein Quintett. Zu seinen Sidemen gehörten Shōtarō Moriyasu, Norio Maeda, Akitoshi Igarashi und Motohiko Hino. Zu seinen The Modern Jazz All-Stars, mit denen er 1968 ein Bossa-Nova-Album einspielte, holte er Terumasa Hino, Akira Miyazawa, Takeru Muraoka, Konosuke Saijo neben der Sängerin Kayoko Ishu. Er begleitete weiterhin amerikanische Musiker wie Stan Getz, Dizzy Gillespie, Benny Goodman, Thad Jones, Helen Merrill, Oscar Peterson und Sonny Stitt. Mit der Gruppe Ace 7 legte er auch Musik im Bereich Easy Listening vor. 1972 gründete er das Label Elec. In den 1980er Jahren arbeitete er zudem mit den Wind Breakers (zu denen unter anderem Donald Bailey gehörte), mit denen er 1981 auch ein Album mit der Sängerin Miki Satō vorlegte. Später lehrte er am Roots College of Music in Tokio. Im Bereich des Jazz war er zwischen 1957 und 1997 an 35 Aufnahmesessions beteiligt, zuletzt bei der Kompilation Jazz Guitarists Who's Who Vol. 1.

## Diskographische Hinweise
- Shungo Sawada, Singers 3 Go Go Scat (King Records 1968)
- Fool on the Hill (1969)
- Shungo Sawada vs. Sadanori Nakamure (1975)
- Hidehiko Matsumoto, Eiji Kitamura, Yuzuru Sera, Syungo Sawada, Jimmy Takeuchi, Masanobu Asakura Japan All Stars Jazz Live (Yupiteru Records 1978)
- Shungo (1983)
- Django (1984)

## Lexikalischer Eintrag
- Kazunori Sugiyama, Shungo Sawada. In: Barry Kernfeld (Hrsg.) The New Grove Dictionary of Jazz. London, MacMillan, 2002.